# Горни-Кнегинец
Го́рни-Кне́гинец (хорв. Gornji Kneginec) — община с центром в одноимённом посёлке на севере Хорватии, в Вараждинской жупании. Население 1664 человека в самом посёлке и 5259 человек во всей общине (2001). Подавляющее большинство населения — хорваты (98,16 %). В состав общины кроме Горни-Кнегинца входят ещё 4 деревни. К северу от посёлка располагаются обширные сельскохозяйственные угодья равнинной Подравины, к югу — северные склоны восточной части Иваншчицы.

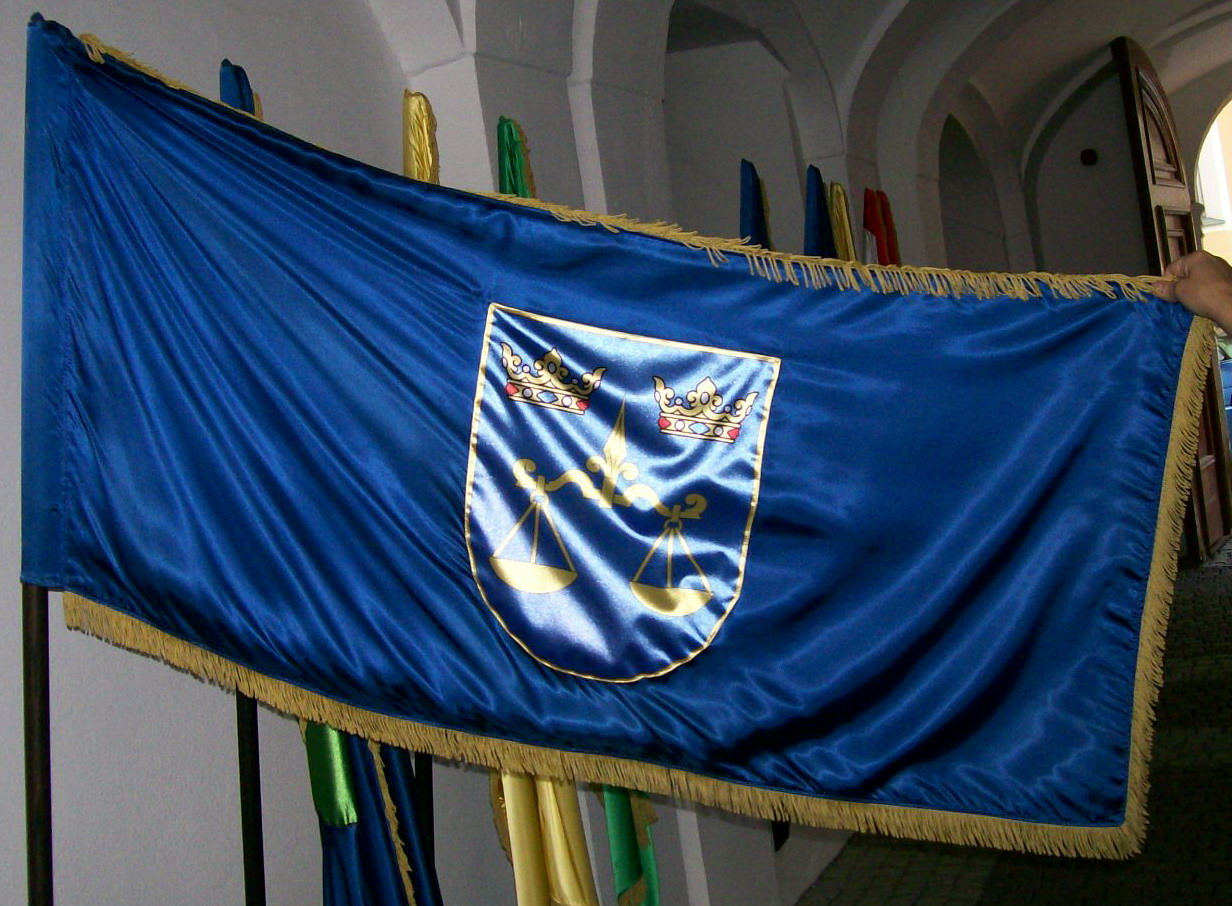
Флаг общины

Посёлок находится в 5 км к юго-востоку от Вараждина и в 8 километрах к северо-западу от Вараждинске-Топлице. Восточнее посёлка проходит автобан A4, западнее его бесплатный дублёр — шоссе D3.
В 1209 году Вараждин стал вольным королевским городом. В хартии, дарующей ему городские права, упомянута башня под названием Kneginečka, которая потом превратилась в укрепление на подступах в Вараждину и вокруг которой вырос посёлок Горни-Кнегинец.